# Hapalomantis rhombochir
Hapalomantis rhombochir är en bönsyrseart som beskrevs av Werner 1908. Hapalomantis rhombochir ingår i släktet Hapalomantis och familjen Iridopterygidae. Inga underarter finns listade i Catalogue of Life.